# Théodore Tiffereau
Théodore Tiffereau fue un fotógrafo francés que utilizó el daguerrotipo para recoger imágenes de sus viajes por México durante los años 1842 a 1847. Trabajó en diversas regiones mineras del país recogiendo vistas de las ruinas, instalaciones portuarias, poblaciones, minas, iglesias, chozas y agradables retratos de los pobladores indígenas.
La revista La Lumière informó de los daguerrotipos realizados por Tiffereau en México.
- Datos: Q3526500